# Full Circle (série télévisée, 2023)
Pour les articles homonymes, voir Full Circle.
Production
Diffusion
Full Circle est une mini-série télévisée américaine réalisée par Steven Soderbergh et écrite par Ed Solomon et diffusée depuis le 13 juillet 2023 sur la plateforme Max.
En France, elle est diffusée sur Canal+ à partir du 22 février 2024.

## Synopsis
À New York, la police enquête sur un enlèvement raté. Les recherches vont déterrer de vieux secrets impliquant plusieurs personnes.

## Distribution
- Zazie Beetz (VF : Fily Keita) : Mel Harmony
- Claire Danes (VF : Barbara Kelsch) : Sam Browne
- Jim Gaffigan (VF : Jérôme Wiggins) : Manny Broward
- Jharrel Jerome (VF : Alex Fondja) : Aked
- Timothy Olyphant (VF : Jean-Pierre Michaël) : Derek
- CCH Pounder (VF : Virginie Emane) : Savitri Mahabir
- Phaldut Sharma (VF : Nessym Guetat) : Garmen Harry
- Adia (VF : Aurélie Konaté) : Natalia
- Sheyi Cole (VF : Baptiste Marc) : Xavier
- Gerald Jones (VF : Lilian Azémon) : Louis
- Suzanne Savoy (en) (VF : Josy Bernard) : Kristin McCusker
- Lucian Zanes (VF : Léo Faure) : Nicky
- Dennis Quaid (VF : Bernard Lanneau) : Jeff McCusker
- Kareem Savinon (VF : Jean-Rémi Tichit) : Paul Tranquada
- Ethan Stoddard (VF : Tom Trouffier) : Jared Browne
- William Sadler (VF : Patrick Messe) : Gene McCusker
- Russell G. Jones (VF : Frantz Confiac) : l'inspecteur Brian Sanders
- Happy Anderson : Joey

## Production
En juin 2021, il est annoncé que HBO Max développe une mini-série intitulée Full Circle écrite par Ed Solomon. Il est également annoncé comme producteur avec Casey Silver et Steven Soderbergh. Ce dernier est par ailleurs annoncé comme réalisateur des six épisodes. En septembre 2022, Zazie Beetz, Claire Danes, Timothy Olyphant, Dennis Quaid, Jharrel Jerome, Sheyi Cole, CCH Pounder ou encore Jim Gaffigan sont annoncés,,,,,,,. En octobre 2022, William Sadler, Happy Anderson et Adia sont également annoncés.
Le tournage débute en septembre 2022 à New York.

## Diffusion
En avril 2023, il est annoncé que Full Circle sera présenté au festival du film de Tribeca le 11 juin 2023,.
Max dévoile une première bande-annonce et une affiche le 18 mai 2023. Cela confirme la date de première diffusion aux Etats-Unis : le 13 juillet 2023. Les épisodes seront diffusés à raison de deux par semaines jusqu'au 27 juillet.